# Rashida Tlaib
Rashida Tlaib (Detroit, 24 luglio 1976) è una politica statunitense, membro della Camera dei rappresentanti per lo Stato del Michigan dal 2019.
È la prima donna di religione islamica ad essere eletta al Congresso statunitense per il distretto del Michigan.

## Biografia
Maggiore di 14 figli, Rashida Tlaib (nata Harbi) è figlia di immigrati palestinesi della classe operaia. La madre è nata a Beit Ur El Foka, vicino alla città di Ramallah, in Cisgiordania. Il padre è nato a Beit Hanina, un quartiere di Gerusalemme Est, trasferitosi prima in Nicaragua, poi a Detroit dove ha lavorato in una catena di montaggio in uno stabilimento della Ford Motor Company. Essendo la primogenita, Tlaib ha avuto un ruolo nel crescere i suoi fratelli. Ha frequentato la scuola elementare di Harms, Bennett Elementary e Phoenix Academy. Si è diplomata alla Southwestern High School di Detroit nel 1994, ottenendo poi una laurea in scienze politiche nel 1998 presso la Wayne State University e un'altra in giurisprudenza presso la Cooley Law School della Western Michigan University nel 2004.
Nel 2008 è eletta alla Camera dei rappresentanti del Michigan. È la prima donna musulmana a sedere nella legislatura del Michigan, e la seconda in una legislatura statale in tutto il Paese. Alla Camera è la presidente del comitato finanziario. Dopo tre termini, non può correre di nuovo. Essendo avvocato, lavora per associazioni che aiutano i gruppi svantaggiati. Quando John Conyers si dimette nel dicembre 2017 a causa di accuse di molestie sessuali, Tlaib annuncia la sua candidatura alla Camera dei rappresentanti degli Stati Uniti. Si presenta nel 13º distretto, un collegio elettorale fortemente democratico che comprende una parte di Detroit e dei suoi sobborghi. Nell'agosto 2018 vince le primarie democratiche con un punto percentuale in più (all'incirca 900 voti) rispetto al presidente del consiglio comunale di Detroit, Brenda Jones, che aveva sostituito Conyers per completarne il mandato. Viene eletta il 6 novembre 2018, entrando in carica nel gennaio 2019. È una delle prime due donne musulmane (l'altra è Ilhan Omar) e la prima personalità palestinese ad essere eletta nel Congresso degli Stati Uniti. Ha prestato giuramento su una traduzione in lingua inglese del Corano indossando un tradizionale abito palestinese ricamato.

### Posizioni politiche
Rashida Tlaib è considerata una progressista a sinistra del Partito Democratico, essendo membro, come Alexandria Ocasio-Cortez, dei Democratic Socialists of America (DSA). È favorevole all'aumento del salario minimo a 15 dollari l'ora, e alla copertura sanitaria universale. Come deputata di uno degli Stati più poveri degli Stati Uniti, è particolarmente attiva nelle questioni sociali. Ha presentato una proposta di legge per istituire un credito d'imposta rimborsabile per la classe media. È anche impegnata nel Green New Deal e nell'aumento della tassazione dei più ricchi.
Sulle questioni di politica estera, secondo Benjamin Haddad (direttore europeo dell'Atlantic Council), Rashida Tlaib e la sua collega Ilhan Omar "fanno parte di una nuova generazione della sinistra democratica che sta mettendo in discussione alcuni dei fondamenti del potere americano più in generale". Si oppongono all'interventismo in Medio Oriente, chiedono una riduzione del bilancio della difesa, mettono in discussione l'alleanza con Israele, ecc.

## Vita privata
Nel 1998, all'età di 22 anni, Tlaib si è sposata con Fayez Tlaib. Due i figli, Adam e Yousif. In seguito la coppia ha divorziato. Nel 2018, durante la campagna elettorale, un portavoce ha definito Tlaib una madre single.